# Bandera d'Itàlia
La bandera d'Itàlia és la bandera tricolor que representa l'estat italià formada per tres franges verticals d'igual amplada amb els colors blanc (al centre), vermell (al batent) i verd (a l'asta).

## Història
Té el seu origen en un estendard amb aquests mateixos colors lliurat per Napoleó al novembre de 1796 a un cos de voluntaris de la Legió Llombarda que es van incorporar a l'exèrcit francès.
El 7 de gener de 1797, l'estendard tricolor va ser adoptat com a emblema de la República Cispadana, reunida a Reggio Emilia. Comprenia un territori d'uns 400.000 km² travessats pel riu Po i amb Milà com a seu de govern. Estava proveïda d'un exèrcit integrat per tropes franceses.
La República Cisalpina, creada el 9 de juliol de 1797 per Napoleó Bonaparte emprà la disposició actual de les franges tricolors.
Hi ha una teoria sobre l'origen dels tres colors que els vincula amb la insígnia d'una societat secreta que desenvolupava una notable influència a la política d'aquells moments. Els representants de Reggio de l'Emília van proposar adoptar la tricolor com bandera del nou estat lliure creat. A l'Assemblea de Reggio es proposà unir Milà a les quatre ciutats del Reggio de l'Emília que es trobaven sota domini napoleònic, però com que no va ser possible, es decidí almenys establir una bandera comuna. Amb la caiguda de Napoleó aquesta bandera va ser abolida durant la restauració, però tornà a ser emprada durant les cinc jornades de Milà.
Poc després va ser hissada sobre els campanars de Milà. El 24 de març de 1848, l'Imperi Austríac va haver d'abandonar Milà, que havia estat sota el seu domini. El rei del Piemont - Sardenya, Carles Albert de Savoia repartí la bandera tricolor entre les diferents unitats de l'exèrcit piemontès que entraven a la Llombardia, per donar suport als insurgents i disposà que al centre s'hi incorporés l'escut de la Casa de Savoia. Des d'aquell moment la bandera tricolor quedà com a símbol de la nació italiana.
El 1849 a Roma, es constituí la República Romana (1849), i Giuseppe Mazzini adoptà com a bandera la tricolor, escrivint sobre la franja blanca les inicials de la República Romana. Però oficialment, amb la proclamació del Regne d'Itàlia, el 17 de març de 1861, s'adoptà la versió creada per Carles Albert de Savoia, amb l'escut savoià rematat per una corona reial. Aquest model romangué vigent durant 80 anys, fins a la caiguda de la monarquia, el 12 de juny de 1946 i des d'aquell moment, la bandera està conformada sense cap insígnia ni escut d'armes.
El poeta del segle xix, Francesco Dall'Ongaro exposà la simbologia de la bandera emprant una descripció del territori italià: "Blanc com els Alps, vermell com els volcans i verd com els prats de Llombardia".

## Banderes històriques

1796 - Bandera de la República Cispadana.
1797 - Bandera de la República Cisalpina
1805 - Bandera del Regne napoleònic d'Itàlia.
1849 - Bandera de la República Romana.
1849 - Bandera de la República Romana segons el model del Museu del Risorgimento de Milà.
1848-1861 Bandera del Regne de Piemont-Sardenya. 1861-1946 Bandera del Regne d'Itàlia (Versió sense corona reial).